# Kremershof
Kremershof ist eine Ortschaft von Wipperfürth im Oberbergischen Kreis im Regierungsbezirk Köln in Nordrhein-Westfalen (Deutschland). Die Ortschaft gehört zum Ortsteil Agathaberg.

## Lage und Beschreibung
Kremershof liegt im Süden des Stadtgebietes von Wipperfürth. Nachbarorte sind Grünenberg, Unterdierdorf Neeskotten, Schlade und Fähnrichstüttem.
Politisch wird der Ort durch den Direktkandidaten des Wahlbezirks 14.1 (141) Agathaberg im Rat der Stadt Wipperfürth vertreten.

## Geschichte
1548 wurde der Ort erstmals urkundlich erwähnt. „Kremershofen“ wird in den Listen der bergischen Spann- und Schüppendienste genannt. Die historische Karte Topographia Ducatus Montani aus dem Jahre 1715 zeigt vier einzelne Höfe und benennt diese mit „Kremershof“. Die Karte Topographische Aufnahme der Rheinlande von 1825 zeigt Kremershof auf umgrenztem Hofraum mit fünf separaten Gebäudegrundrissen.

## Busverbindungen
Über die Haltestelle Grünenberg der Linie 332 (VRS/OVAG) ist eine Anbindung an den öffentlichen Personennahverkehr gegeben.

## Wandern
Die SGV-Hauptwanderstrecke X28 (Graf-Engelbert-Weg) von Hattingen nach Schladern (Sieg) und der Rundwanderweg A4 führen durch den Ort.